# Cartes postales d'Italie
Pour plus de détails, voir Fiche technique et Distribution.
Cartes postales d'Italie (Cartoline italiane) est un drame italien de Memè Perlini sorti en 1987.
Il a été sélectionné dans la section Un certain regard du Festival de Cannes 1987.

## Synopsis
Vittorio est un programmateur de télévision qui veut faire un reportage sur Pola Mareschi, une grande actrice de théâtre qui s'est retirée de la scène. Il décide d'envoyer sa femme Lidia, qui est photographe de métier, dans la petite pension de famille où vit la femme, pour l'interviewer avec un micro caché. Lidia, qui s'est fait passer pour une actrice, se laisse entraîner dans le milieu théâtral déjanté et finit par tromper son mari et s'enfuir de chez elle.

## Fiche technique
- Titre en français : Cartes postales d'Italie[2]
- Titre original : Cartoline italiane[3]
- Réalisation : Memè Perlini
- Scénario :	Memè Perlini, Gianni Romoli
- Photographie :	Carlo Carlini
- Montage : Carlo Fontana
- Musique : Stefano Mainetti (it)
- Décors et costumes : Antonello Aglioti
- Société de production : Istituto Luce-Italnoleggio Cinematografico, Mean Cinematografica di Amelio Perlini, RAI-Radiotelevisione Italiana (Rete 2)
- Pays de production :  Italie
- Langue originale : Italien
- Format : Couleurs
- Durée : 98 minutes
- Genre : Drame
- Dates de sortie :
  - France : mai 1987 (Festival de Cannes 1987)
  - Italie : 28 août 1987

## Distribution
- Lindsay Kemp : Vinicio Secchi
- Geneviève Page : Silvana
- Christiana Borghi : Lidia
- Antonello Fassari : Eugenio - le fantaisiste
- Rosa Fumetto : Domenica
- David Brandon : Vittorio
- Stefano Davanzati : Antonio
- Giovanna Bardi
- Fiammetta Baralla